# Qarni-Lim
Qarni-Lim, prvi znani kralj Andariga, kraljevstva iz srednjeg brončanog doba. Vladao je od 1770. pr. Kr. do 1766. pr. Kr. 
Žalio se guverneru Qattunana zbog krađe stada. Bilo je to u Hubdalumu kad su Eshnunnine snage djelovale po Nagibumu.
Osvojio je Apum te je postavio svog sina Zuzua na njegovo čelo, no Zuzu je uskoro poginuo pavši s gradskog zida. Poslije toga Qarni-Limu je Apum oduzeo Elam. Qarni-Lim je isprva bio saveznikom Ešnunna ali se poslije stavio na stranu marijskog kralja Zimri-Lima. S kim je ušao u feud, poslije je rezultiralo opsadom grada. 
Sukobio se s kraljevima Kurde i Kahata i bio je izoliran u Mariyatumu. U nekoliko je bitaka bojevao protiv Hammu-Rabbija od Kurde, a sa Šarrayom je zauzeo Mardaman.
Andarig je poslije postao vazalom asirskog kralja Šamši-Adada I., što je dovelo do revolucije u gradu, a čiji je ishod bio ubojstvo Qarni-Lima, kojem je odsječena glava 1766. godine.

## Vanjske poveznice
- [neaktivna poveznica] Thoughts of Zimri-Lim